# Sergio Hernández
Sergio Hernández von Reckowski (Xàbia, 1983. december 6. –) spanyol autóversenyző.

## Pályafutása

### GP2
2005-ben az akkor létrehozott GP2-es bajnokságban szerepelt. A spanyol Campos Racing alakulatában versenyezte végig az évet. Sergio a szezon folyamán három pontot szerzett, és a huszadik helyen végzett a ponttáblázaton. A 2006-os bajnokságban a Durango csapatával vett részt. A szezon alatt egy alkalommal, a monacói futamon szerzett pontot, végül a huszonharmadik helyen zárta az összetett értékelést. 2007-től már elsősorban a túraautó-világbajnokság versenyein állt rajthoz, és a GP2-ben mindössze egy fordulón, a spanyol versenyen indult.

### Túraautó-világbajnokság

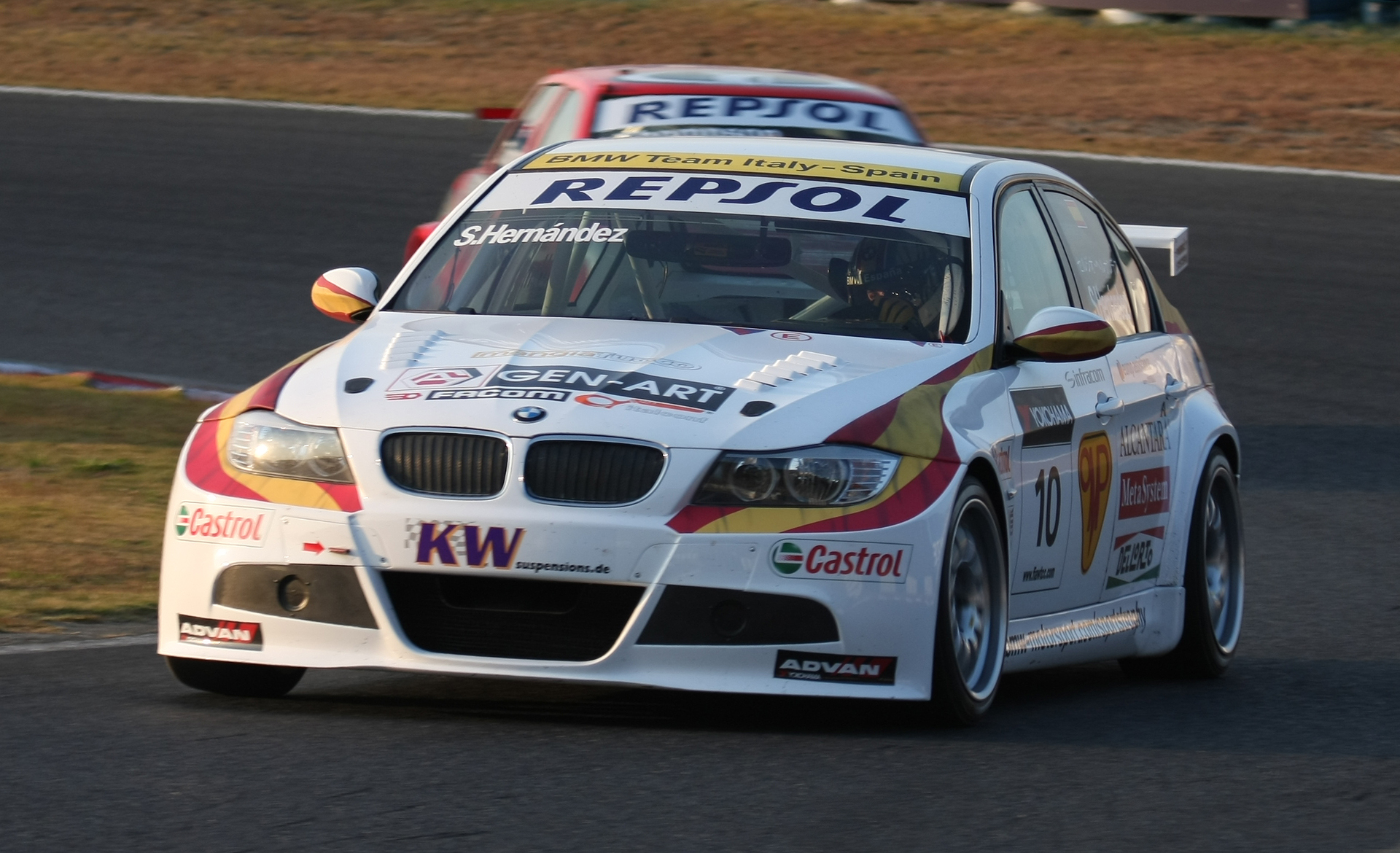
Hernaández a 2009-es japán futamon

2007-ben debütált a túraautó-világbajnokság mezőnyében. A szezon harmadik fordulóján, hazája versenyén megszerezte első abszolút pontját a sorozatban. A privát versenyzők értékelésében egy győzelmet szerzett, valamint több alkalommal állt dobogón, végül negyedikként zárt a gyáriaktól független bajnokságban.
A 2008-as szezonban dominálta a privátok bajnokságát. Az év folyamán tíz versenyen lett első, és harmincegy pontos előnnyel nyerte meg a független értékelést a német Franz Engstler előtt. Az abszolút versenyben a kilencedik helyen zárta az évet.
2009-ben a gyári BMW Team Italy-Spain csapatához került, ahol honfitársát, Félix Porteirót váltotta. Sergio a második cseh futamon megszerezte első abszolút futamgyőzelmét a sorozatban, ezentúl további kilenc alkalommal végzett pontszerző helyen. A bajnokságot végül a tizenegyedik helyen zárta.
2010-ben újfent privát csapattal vesz részt a sorozat futamain.

## Eredményei

### Teljes GP2 eredménylistája
| Év   | Csapat         | 1          | 2          | 3          | 4          | 5          | 6          | 7          | 8          | 9          | 10         | 11          | 12         | 13         | 14         | 15         | 16         | 17         | 18         | 19         | 20         | 21         | 22         | 23         | Poz. | Pont |
| ---- | -------------- | ---------- | ---------- | ---------- | ---------- | ---------- | ---------- | ---------- | ---------- | ---------- | ---------- | ----------- | ---------- | ---------- | ---------- | ---------- | ---------- | ---------- | ---------- | ---------- | ---------- | ---------- | ---------- | ---------- | ---- | ---- |
| 2005 | Campos Racing  | SMR FEA 11 | SMR SPR 8  | ESP FEA Ki | ESP SPR 18 | MON FEA 8  | EUR FEA 15 | EUR SPR 5  | FRA FEA 13 | FRA SPR 14 | GBR FEA 16 | GBR SPR 12  | GER FEA Ki | GER SPR 19 | HUN FEA Ki | HUN SPR 18 | TUR FEA Ki | TUR SPR Hn | ITA FEA Ki | ITA SPR 7  | BEL FEA Ki | BEL SPR 20 | BHR FEA 15 | BHR SPR 18 | 20.  | 3    |
| 2006 | Durango        | VAL FEA Ki | VAL SPR Ki | SMR FEA Ki | SMR SPR 13 | EUR FEA 12 | EUR SPR Ki | ESP FEA Ki | ESP SPR 13 | MON FEA 8  | GBR FEA 10 | GBR SPR Kiz | FRA FEA 14 | FRA SPR 11 | GER FEA 10 | GER SPR Ki | HUN FEA Ki | HUN SPR Ki | TUR FEA 11 | TUR SPR 10 | ITA FEA 13 | ITA SPR Ki |            |            | 23.  | 1    |
| 2007 | Trident Racing | BHR FEA    | BHR SPR    | ESP FEA    | ESP SPR    | MON FEA    | FRA FEA    | FRA SPR    | GBR FEA    | GBR SPR    | EUR FEA    | EUR SPR     | HUN FEA    | HUN SPR    | TUR FEA    | TUR SPR    | ITA FEA    | ITA SPR    | BEL FEA    | BEL SPR    | VAL FEA Ki | VAL SPR 19 |            |            | 36.  | 0    |

### Teljes Túraautó-világbajnokság eredménylistája
| Év   | Csapat                      | Autó      | 1   | 1   | 2   | 2   | 3   | 3   | 4   | 4   | 5   | 5   | 6   | 6   | 7   | 7   | 8   | 8   | 9   | 9   | 10  | 10  | 11  | 11  | 12  | 12  | Poz. | Pont |
| 2007 | Proteam Motorsport          | BMW 320si | CUR | CUR | ZAN | ZAN | VAL | VAL | PAU | PAU | BRN | BRN | POR | POR | AND | AND | OSC | OSC | BRA | BRA | MON | MON | MAC | MAC |     |     | 20.  | 1    |
| ---- | --------------------------- | --------- | --- | --- | --- | --- | --- | --- | --- | --- | --- | --- | --- | --- | --- | --- | --- | --- | --- | --- | --- | --- | --- | --- | --- | --- | ---- | ---- |
| 2007 | Proteam Motorsport          | BMW 320si | 14  | Ki  |     |     | 10  | 8   | 14  | Ki  |     |     | Ki  | Ni  | Ki  | 22  | 14  | 17  | 18  | 16  | 19  | 17  | 21  | 15  |     |     | 20.  | 1    |
| 2008 | Scuderia Proteam Motorsport | BMW 320si | CUR | CUR | PUE | PUE | VAL | VAL | PAU | PAU | BRN | BRN | EST | EST | BRA | BRA | OSC | OSC | IMO | IMO | MON | MON | OKA | OKA | MAC | MAC | 16.  | 9    |
| 2008 | Scuderia Proteam Motorsport | BMW 320si | 14  | 15  | 17  | 15  | 23  | 12  | 17  | 17  | 15  | 13  | Ki  | 15  | 13  | 8   | 10  | 7   | 9   | 10  | 14  | 13  | 12  | 3   | 12  | Ki  | 16.  | 9    |
| 2009 | BMW Team Italy-Spain        | BMW 320si | CUR | CUR | PUE | PUE | MAR | MAR | PAU | PAU | VAL | VAL | BRN | BRN | POR | POR | BRA | BRA | OSC | OSC | IMO | IMO | OKA | OKA | MAC | MAC | 11.  | 36   |
| 2009 | BMW Team Italy-Spain        | BMW 320si | 6   | 10  | 9   | 5   | 14  | Ki  | 5   | Ki  | 8   | 6   | 5   | 1   | Ki  | Ni  | 16  | 9   | 8   | 5   | 7   | 11  | Ki  | 12  | 10  | 11  | 11.  | 36   |
| 2010 | Scuderia Proteam Motorsport | BMW 320si | BRA | BRA | MAR | MAR | ITA | ITA | BEL | BEL | POR | POR | GBR | GBR | CZE | CZE | GER | GER | SPA | SPA | JPN | JPN | MAC | MAC |     |     | 16.  | 9    |
| 2010 | Scuderia Proteam Motorsport | BMW 320si | 13  | 10  | 14  | Ki  | 12  | 16  | 13  | 9   | 9   | 17  | 16  | 12  | 11  | 11  | 10  | 13  | 19  | 15  | 11  | Ki  | 11  | 9   |     |     | 16.  | 9    |

### Teljes International Superstars Series eredménylistája
| Év   | Csapat        | Autó         | 1         | 2         | 3      | 4      | 5        | 6         | 7      | 8      | 9      | 10     | 11     | 12     | 13     | 14     | 15     | 16     | DC  | Points |
| ---- | ------------- | ------------ | --------- | --------- | ------ | ------ | -------- | --------- | ------ | ------ | ------ | ------ | ------ | ------ | ------ | ------ | ------ | ------ | --- | ------ |
| 2011 | Campos Racing | BMW M3 (E92) | MNZ R1 Ki | MNZ R2 Ki | VNC R1 | VNC R2 | ALG R1 9 | ALG R2 Ki | DON R1 | DON R2 | MIS R1 | MIS R2 | SPA R1 | SPA R2 | MUG R1 | MUG R2 | VAL R1 | VAL R2 | 27. | 2      |